# Wikipédia en amazighe standard marocain
Wikipédia en amazighe standard marocain (en amazighe standard marocain : ⵡⵉⴽⵉⴱⵉⴷⵢⴰ ⵙ ⵜⵎⴰⵣⵉⵖⵜ ⵜⴰⵏⴰⵡⴰⵢⵜ [Wikibidya tamaziɣt tanawayt]) est l’édition de Wikipédia en amazighe standard marocain, langue berbère du Nord, créée par l'Institut royal de la culture amazighe à partir des trois langues berbères du Maroc, le chleuh (tachelhit) du Sud, le tamazight du Centre et le rifain (ou tarifit) du Nord. L'amazighe standard marocain est langue officielle au Maroc. L'édition est lancée le 6 novembre 2023,,,. Son code est : zgh.
Au 23 mars 2025, l'édition en amazighe standard marocain contient 12 431 articles et compte 4 235 contributeurs, dont 41 contributeurs actifs et 3 administrateurs.
Les autres éditions de Wikipédia en langue berbère sont : kabyle lancée en 2007 (6 897 articles) et chleuh lancée en 2021 (7 539 articles). Par ailleurs, les autres éditions de Wikipédia en langue du Maroc sont : arabe marocain lancée en 2020 (10 542 articles) et chleuh.

## Présentation

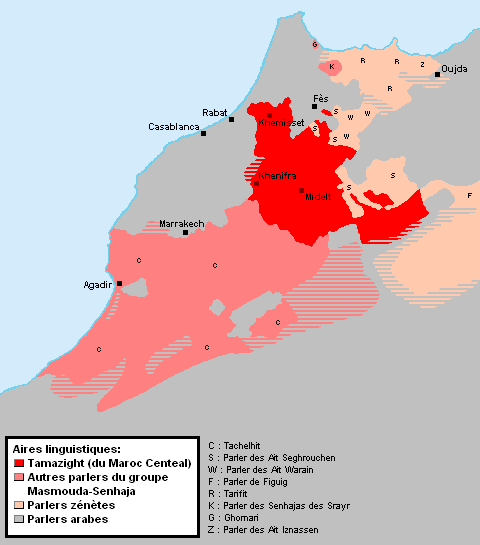
Localisation des trois dialectes dont est issu l'amazighe standard marocain.

## Statistiques
- Le 6 octobre 2024, l'édition en amazighe standard marocain contient 2 777 articles et compte 2 780 contributeurs, dont 28 contributeurs actifs et 3 administrateurs.
- Le 23 mars 2025, elle contient 12 432 articles et compte 4 234 contributeurs, dont 41 contributeurs actifs et 3 administrateurs.